# Krzysztof Loryś
Krzysztof Loryś (ur. 20 lipca 1958 w Jaworze) – polski matematyk zajmujący się algorytmiką, obliczeniami równoległymi i złożonością obliczeniową w informatyce; profesor Uniwersytetu Wrocławskiego oraz dyrektor Instytutu Informatyki w latach 2005-2008.

## Życiorys
Obronił pracę doktorską pt. Złożoność nawrotowa alternujących maszyn Turinga (1989).
Następnie otrzymał stypendium Fundacji Humboldta realizowane na Uniwersytecie w Würzburgu.
Pracował także na Uniwersytecie w Trewirze.
Stopień doktora habilitowanego otrzymał na podstawie dorobku naukowego oraz rozprawy pt. Złożoność obliczeniowa kompakcji w równoległych modelach obliczeń (2000) na Uniwersytecie Wrocławskim.
Opublikował ok. 30 artykułów naukowych.
Poświęca wiele uwagi pracy z młodzieżą, a szczególnie  nauczaniu algorytmiki i programowania. Przygotowany pod jego kierunkiem zespół studentów zdobył w 2005 srebrny medal w akademickich mistrzostwach świata w programowaniu: ACM International Collegiate Programming Contest.